# Pedicia (Amalopis) vetusta
Pedicia (Amalopis) vetusta is een tweevleugelige uit de familie Pediciidae. De soort komt voor in het Palearctisch gebied.